# Porrau
Porrau ist eine Ortschaft und Katastralgemeinde der Marktgemeinde Göllersdorf in Niederösterreich. Die Ortschaft hat 101 Einwohner (Stand 1. Jänner 2024). Bis Ende 1971 war Porrau eine eigenständige Gemeinde.

## Geographie
Der Ort befindet sich südöstlich von Hollabrunn im Ernstbrunner Wald. Er liegt an der Landesstraße L27 und ist von Göllersdorf nur über Nebenstraßen zu erreichen.

## Geschichte
Südwestlich des Ortes befindet sich eine neolithische Kreisgrabenanlage.
Erstmals urkundlich erwähnt wird der Ort um 1156 als Parowi, als das Kloster Reichenbach die Herrschaft über den Ort im Tauschweg an das Stift Göttweig abtrat. Ursprünglich existierten hier die beiden Ortschaften Oberporrau und Unterporrau, wobei sich letzterer zum heutigen Porrau entwickelte. Oberporrau liegt etwas oberhalb und wurde gewüstet.
Das Geschlecht der Porrauer, dessen erster fassbarer Vertreter ein Hugo de Parawe ist, wird 1187 erstmals genannt. Bedeutendster Vertreter dieses Geschlechtes ist aber Wolfger von Porrau (1200–1252), der am Hof von Herzog Friedrich II. hohe Ämter innehatte.
Nach dem Aussterben der der Porrauer am Ende des 15. Jahrhunderts gelangte der Ort zur Herrschaft Göllersdorf und damit in den Besitz der Grafen Puchheim und Schönborn.
Nach den Reformen 1848/1849 war Porrau eine Ortschaft in der Gemeinde Bergau und war bis 1868 dem Amtsbezirk Ober-Hollabrunn zugeordnet und danach dem Bezirk Hollabrunn. Im Jahr 1919 konstituierte sich Porrau als eigenständige Gemeinde.
Mit 1. Jänner 1972 wurden im Rahmen der Niederösterreichischen Kommunalstrukturverbesserung die bis dahin selbständigen Gemeinden Bergau, Eitzersthal, Großstelzendorf, Obergrub, Porrau, Untergrub, Viendorf und Wischathal nach Göllersdorf eingemeindet.

## Schloss Porrau
Um 1720 errichteten die Grafen Schönborn das Schloss Porrau, eine eingeschoßige Anlage um einen Ehrenhof, als Jagdschloss. Dahinter befand sich eine Fasanerie. Die stark renovierungsbedürftige Anlage wird heute als Forsthaus genutzt.